# أحمد بن قدام
أحمد بن قدام كان أميرًا لسيستان من حوالي عام 919 حتى عام 923 م.
تولى أحمد السلطة في سيستان بعد اغتيال كثير بن أحمد عام 919. وللحفاظ على علاقات ودية مع الخلافة العباسية المجاورة، عرض الحاكم الجديد دفع الجزية التي وعد بها سلفه لبغداد. ومع ذلك، اندلعت الاضطرابات في الداخل عندما رفض محمد بن القاسم، حاكم زابلستان وصهر كثير بن أحمد المقتول، حُكم أحمد بن قدام وجمع أنصاره إلى جانبه. سار على رأس جيش من بُسط وكاد أن يطيح بأحمد، لكنه هُزم. ففر محمد إلى زابلستان، ثم عاد إلى سيستان، ليُقتل على يد أنصار أحمد.
على الرغم من هزيمة محمد بن القاسم، كان لا يزال على أحمد التعامل مع التحديات التي تحدّت سلطته. في بُسط وزمندوار، فقد عارض قائد تركي يُدعى توغان سلطة أحمد، مما دفع الأخير إلى إرسال حملتين ضده. فشلت الأولى، لكن الثانية هزمت توغان وقتلته في كانون الثاني 922 م. بعد أقل من تسعة أشهر، نُفِّذت مؤامرة ضد أحمد في العاصمة زرنج. بقيادة عبد الله بن أحمد، أيدها مواطنو زرنج بحماس. استولى المغتصب على ثروة أحمد وأسلحته، وهجره معظم أنصار أحمد.
بعد أن رأى أحمد أن قضيته في زرنج قد هُزمت، فرّ من المدينة. ولم يتبعه سوى حراسه الشخصيين الهنود. شق أحمد طريقه إلى بُسط والرخاخ، على الرغم من أنه عانى من نكسة أخرى عندما تركه قائد حرسه الشخصي وانضم إلى عبد الله بن أحمد. خطط الأخير بعد ذلك لسلوك الطريق الصحراوي المباشر من زرنج إلى بُسط ليلحق بأحمد، لكنه وجد أن جميع الآبار على طول الطريق قد سُمّمت. ومع ذلك، لم يتمكن أحمد من البقاء متقدمًا على عبد الله، الذي هزمه وأسره في معركة بالقرب من بُسط في 17 كانون الثاني 923 م، منهيًا بذلك فترة حكم أحمد كأمير إلى الأبد.